# A Noble Was Born In Chaos
«A Noble Was Born In Chaos» —en español: ««Un noble nació en Caos»»— es el segundo sencillo de la banda japonesa Versailles. Fue vendido en el concierto Tokyo Metropolis realizado el 19 de marzo de 2008 en el Shibuya-AX y durante las fechas de la gira europea que realizaron el mismo año. Las tres canciones fueron incluidas en el álbum debut de la banda titulado Noble.

## Lista de canciones
| (CD)  |                         |        |        |          |  |
| N.º   | Título                  | Letras | Música | Duración |  |
| 1.    | «Aristocrat's Symphony» | Kamijo | Kamijo | 6:15     |  |
| 2.    | «Suzerain»              | Kamijo | Hizaki | 4:20     |  |
| 3.    | «Zombie»                | Kamijo | Teru   | 3:52     |  |
| 14:27 |                         |        |        |          |  |